# KEO
KEOは、提案されている宇宙タイムカプセルであり、現在の地球の人々から、カプセルが大気圏再突入する5万年後の人類に対して贈られるメッセージである。2003年に打ち上げを予定されていたが、技術面や反対意見などで何度も延期され、2018年時点では2019年に予定されている。
KEOは国際連合教育科学文化機関、ハチソン・ワンポア、欧州宇宙機関やその他の組織に支援されている。名前は、口語で最も頻繁に使われている3つの音であるKとEとOに由来する。

## メッセージ
全ての人がこのプロジェクトに参加することができる。参加の締め切りは、当初2009年12月31日に設定されていたが、2018年時点では2018年内に延期されている。メッセージはプロジェクトのウェブサイトか郵便によって投稿することができる。世界中の全ての文化や人種が代表できるように、子供、老人、非識字者の人からもメッセージを集めることが奨励されている。この衛星は、全ての地球人約60億人以上から集めた4ページずつのメッセージを搭載するのに十分な容量を持っている。衛星が打ち上げられた後は、ウェブで自由にメッセージを入手することができるようになる。

## その他の内容
KEOにはその他に、ランダムに選んだ人の血液、空気、海水、土を封入したダイヤモンドも載せる。その一つの面には、ヒトゲノムのDNAが埋め込まれている。また、いくつかのパルサーの現在の回転速度を示す天文時計、全ての文化の人々の写真、現在の人類の知識をまとめている百科事典の抄録等も載せられる。

## 技術的な側面
メッセージと図書は、ガラス製の放射線耐性DVDに記録される。未来の人類がDVDプレーヤー（光学ドライブ）を作成できるように、何通りかの図形での説明が加えられている。
衛星自体は直径80センチメートルの中空球で、球には地球の地図が掘られ、アルミニウム層、耐熱層、真空で接着されたチタンやその他の重金属製の何枚かの層で覆われている。球は宇宙線、大気圏再突入、宇宙塵との衝突等に耐えられるように設計されている。軌道上での最初の数年間は、KEOは幅10メートルの1対の翼によって支えられる。衛星が大気圏に突入すると、衛星の再突入を知らせるために、耐熱層は人工のオーロラを作る。これは受動衛星であり、通信装置や推進装置は何も搭載していない。アリアン5ロケットによって、5万年後に地球に戻って来られる高度1,800キロメートルの軌道まで運ばれる。5万年は、人類が洞窟の壁に絵を描き始めてから今までとほぼ同じ期間である。

## 歴史
1994年に宇宙アートのパイオニアであるフランスの芸術家兼科学者であるジャン＝マルク・フィリップがKEOプロジェクトを思いついた。メッセージが集められ始め、最初の打ち上げ2001年と予定された。

## 類似プロジェクト
遠い未来の人類（や異星人）に向けたメッセージを載せた宇宙船は以前にも存在した。現在は月面にあるアポロ11号のアポロ月着陸船には、1969年の地球の大陸を描いた銘板が積まれている。840万年後に大気圏再突入する予定のLAGEOS衛星には過去、現在、未来の地球の大陸を描いた銘板が載せられている。パイオニア10号とパイオニア11号は、探査機の故郷である地球に関する情報を表す絵を描いたパイオニア探査機の金属板を運んでいる。最も有名なものとしては、2機のボイジャーが地球の写真や音を収めたボイジャーのゴールデンレコードを運んでいる。パイオニアとボイジャーは太陽系を離れている。2004年、ロング・ナウ協会は1000以上の言語で同じ文章が書かれたテキストを記録したニッケルディスクを製作し、ロゼッタによって打ち上げた。